# Loge (Lüchow)
Loge ist ein Ortsteil der Stadt Lüchow (Wendland) im niedersächsischen Landkreis Lüchow-Dannenberg.
Der Ort im Wendland hat heute ungefähr 20 Einwohner und befindet sich südöstlich der Stadt Lüchow, umgeben von den Orten Kolborn, Reddebeitz und Woltersdorf. Unmittelbar nördlich des Ortes verläuft die Bundesstraße 493, die Lüchow mit Lenzen verbindet.
Das Rundlingsdorf wurde durch einen Großbrand im Jahr 1782 erheblich zerstört. In der Folge entstanden neue Bauwerke, heute sind drei Einzelobjekte und eine Gesamtanlage in die Liste der Baudenkmale in Lüchow (Wendland) aufgenommen worden. Bei den drei Einzelbauten handelt es sich um Vierständerhäuser, die nach dem Brand errichtet wurden. Unter Denkmalschutz steht zudem der gesamte Rundling mit dem Dorfplatz und angrenzenden Höfen.
Das bisher kommunal eigenständige Dorf wurde am 1. Juli 1972 nach Lüchow eingemeindet.